# Eesti Raudtee
Eesti Raudtee of EVR is de nationale spoorwegmaatschappij van Estland. Het bedrijf heeft een netwerk van 691 kilometer aan spoorwegen, met een spoorwijdte van 1,520 m. Het grootste deel daarvan wordt door de maatschappij Elron gebruikt voor het passagiersvervoer. Een klein deel wordt uitsluitend voor goederenvervoer gebruikt.

## Dochterondernemingen
- EVR Infra (100%)-De infrastructuurbeheerder van het Estse spoornet
- EVR Cargo (100%)-De vrachtdivisie van EVR, medio 2018 omgedoopt in Operail[1]

## Rollend materieel
- 26 ChME3 rangeerlocomotieven
- 4 4 2TE116  locomotieven
- 56 GE C36-7i locomotieven
- 19 GE C30-7Ai locomotieven
- 16 DF7G-E locomotieven, deze werden besteld bij CNR Beijing+ de eerste van deze serie werd in 2012 afgeleverd